# Lucie Florková
Lucie Florková (* 29. April 1990 in Blansko) ist eine tschechische Fußballspielerin.

## Karriere

### Verein
Florková spielte in ihrer Jugend für TJ Sokol Ostrov u Macochy und Lokomotiva Horní Heršpice-Brno. Anschließend wechselte sie 2006 in die B-Jugend des neugegründete Frauenfußballabteilung des FC Zbrojovka Brünn, wo sie in der Saison 2009/2010 in die A-Mannschaft befördert wurde. Nach drei Jahren in der höchsten tschechischen Frauen-Liga I. liga žen, wechselte sie am 10. August 2012 nach Österreich zum SV Horn in die  2. Liga Ost/Süd.

### Nationalmannschaft
Florková gab am 10. April 2007 ihr Internationales Debüt für die Tschechische U-19 Nationalmannschaft gegen die Ukraine und spielte bis 2010 in neun Länderspielen.
In den Playoffs für die Fußball-Europameisterschaft der Frauen 2009 spielte sie ihre bislang einzigen beiden A-Länderspiele für die Tschechische Fußballnationalmannschaft der Frauen gegen Italien.